# Hydrocotyle dahlgrenii
Hydrocotyle dahlgrenii är en växtart i släktet Hydrocotyle och familjen araliaväxter.
Arten förekommer i Peru. Den beskrevs av Joseph Nelson Rose och James Francis Macbride 1931.